# الرابطة البرلمانية 1995–96
الرابطة البرلمانية 1995–96 (بالإنجليزية: 1995–96 Isthmian League)‏ هو موسم من دوري إسثميان. فاز فيه نادي هايز.